# Guram Perselidze
Guram Perselidze (gruz. გურამ ფერსელიძე; ur. 16 października 1985) – gruziński zapaśnik walczący w stylu klasycznym. Olimpijczyk z Londynu 2012, gdzie zajął piąte miejsce w kategorii 120 kg.
Dziesiąty na mistrzostwach świata w 2010. Brązowy medalista mistrzostw Europy w 2013. Szósty w Pucharze Świata w 2008 roku.